# USL W League
La USL W League, precedentemente USL W-League, è un campionato di calcio femminile semiprofessionistico degli Stati Uniti d'America, organizzato dalla United Soccer Leagues. È stata uno dei più importanti campionati femminili del mondo, mentre ora è un torneo propedeutico alla professionistica USL Super League.

## Storia
La W-League fu inaugurata nel 1995. Nata come United States Interregional Women's League, cambiò presto nome in W-League. Sebbene all'inizio molti dei club che la costituivano fossero poco più che dilettanti, la neocostituita Lega diede uno sbocco professionistico a parecchie calciatrici di livello in tutto il Paese. Esse costituirono poi il traino per la promozione del gioco, che ha portato negli anni la W-League a salire di livello tecnico.
Nelle prime tre edizioni, fino al 1997, la W-League aveva una divisione unica: nel 1998 si diede vita a un campionato di prima divisione (W-1) e uno di seconda (W-2). Tale suddivisione rimase fino al 2001. Col tempo la lega è stata scavalcata da altri campionati come la WUSA (Women’s United Soccer Association) o la National Women's Soccer League. La W-League è stata però una delle leghe più longeve con le sue 21 edizioni consecutive, fino alla chiusura del 2015, e nel corso degli anni ha avuto un numero molto variabile di squadre partecipanti, raggiungendo il picco di 41 iscritte nella stagione 2008. In totale 127 club hanno disputato almeno un'edizione.
Nel 2021 la USL ha annunciato la rifondazione del campionato, col nome USL W League, a partire dall'anno seguente, a cui hanno partecipato 44 club, diventati poi 65 per l'edizione 2023, divisi in 4 conference e 10 divisioni territoriali.

## Albo d'oro
| Stagione | Vincitore                                          |
| -------- | -------------------------------------------------- |
| 1995     | Long Island Lady Riders                            |
| 1996     | Maryland Pride                                     |
| 1997     | Long Island Lady Riders                            |
| 1998     | Raleigh Wings (W-1) Fort Collins Force (W-2)       |
| 1999     | Raleigh Wings (W-1) North Texas (W-2)              |
| 2000     | Chicago Cobras (W-1) Springfield Sirens (W-2)      |
| 2001     | Boston Renegades (W-1) Charlotte Lady Eagles (W-2) |
| 2002     | Boston Renegades                                   |
| 2003     | Hampton Roads Piranhas Women                       |
| 2004     | Vancouver Whitecaps                                |
| 2005     | New Jersey Wildcats                                |
| 2006     | Vancouver Whitecaps                                |
| 2007     | Washington Freedom                                 |
| 2008     | Pali Blues                                         |
| 2009     | Pali Blues                                         |
| 2010     | Buffalo Flash                                      |
| 2011     | Atlanta Silverbacks Women                          |
| 2012     | Ottawa Fury                                        |
| 2013     | Pali Blues                                         |
| 2014     | Los Angeles Blues                                  |
| 2015     | Washington Spirit Reserves                         |
| 2022     | South Georgia Tormenta                             |
| 2023     | Indy Eleven                                        |
| 2024     | North Carolina Courage U23                         |